# وارپولی
وارپولی (اسلوونیایی: Varpolje) یک زیستگاه انسانی در اسلوونی است که در Lower Styria واقع شده‌است.

## خصوصیات
وارپولی ۱٫۰۵ کیلومترمربع مساحت و ۳۱۶ نفر جمعیت دارد و ۳۶۵٫۸ متر بالاتر از سطح دریا واقع شده‌است.